# Volts Face
Pour les articles homonymes, voir Belouizdad (homonymie).
Ne doit pas être confondu avec Volt-Face (musique) ou Volte-face.
Volts Face, nom de scène de Nadjib Belouizdad, est un rappeur et chanteur franco-algérien, né le 26 novembre 1992 dans le 17e arrondissement de Paris. Il est aussi le frère cadet d'Hayce Lemsi.

## Biographie

### Enfance
Nadjib naît le 26 novembre 1992 dans le 17ème arrondissement de Paris,. Il est marqué sur un plan personnel par le divorce de ses parents, et voue un grand respect à sa mère. Très tôt fanatique de rap, Volts Face commence à poster ses freestyles sur les sites de partage de vidéo. C'est sur l'une de ses vidéos que figure la réplique « Le 75 en lui-même » qui devient la devise de Volts Face. Bien qu'il se revendique de Paris, le rap cru aux forts relents misogynes de Volts Face le rapproche de la hargne des rappeurs du 93 (Seine-Saint-Denis).

### Début (2010)
Il fait ces débuts en 2010 en sort un premier titre solo Noir un Remix de Maitre Gims (dit Gims) puis un premier freestyle sur la plateforme Daymolition.

### Mixtape: 75 en lui-même (2013)
En 2013, Il sort sa première Mixtape 75 en lui-même avec l’aide des artistes Taïro et de Fababy.

### Groupe
Le groupe Les Frères Lumières, composé de lui-même et de son grand frère Hayce Lemsi. L'initiative de la création du groupe provient de son frère.

## Discographie
Sauf indication contraire ou complémentaire, les informations mentionnées dans cette section peuvent être confirmées par la base de données MusicBrainz.

### Classements

#### Singles
| Année | Titre                                              | Meilleure position | Certifications | Album                         |
| Année | Titre                                              | France             | Certifications | Album                         |
| ----- | -------------------------------------------------- | ------------------ | -------------- | ----------------------------- |
| 2017  | Le bon chemin (Hayce Lemsi ft. Volts Face)         | 118                | —              | Électrons libre d'Hayce Lemsi |
| 2017  | Savastano (Hayce Lemsi ft. Volts Face)             | 182                | —              | Eurêka d'Hayce Lemsi          |
| 2017  | Space Jam (Mister V ft. Hayce Lemsi et Volts Face) | 5                  | : Or           | Double V                      |

#### Albums
| Année | Album                                                       | Meilleure position | Meilleure position | Certifications |
| Année | Album                                                       | France             | Belgique           | Certifications |
| ----- | ----------------------------------------------------------- | ------------------ | ------------------ | -------------- |
| 2013  | Le 75 en lui-même                                           | 81                 | —                  | —              |
| 2014  | Face à Volts                                                | 74                 | 81                 | —              |
| 2016  | À des années lumières (Hayce Lemsi ft. Volts Face)          | 25                 | 38                 | —              |
| 2018  | Saitama                                                     | 59                 | 65                 | —              |
| 2020  | À des années lumières - Adal 2 (Hayce Lemsi ft. Volts Face) | 63                 | 151                | —              |